# Francos ripuários
Os francos ripuários eram uma confederação de tribos de origem franca que habitava a margem direita do Médio Reno durante a época romana.

Reconstrução da Colônia romana, capital dos Fracos ripuários

## Etimologia
O termo "ripuário" advém do latim medieval ripuarii, orum, referente àquelas tribos, e este do latim ripa, ae, "margem de rio", através do francês ripuaires.
A palavra é empregada para distinguir os francos ripuários, que viviam à margem do Médio Reno, dos francos sálios (os "francos do Sal", isto é, do rio hoje conhecido como Issel, ou "do mar salgado"), que se haviam instalado perto da foz do Reno.
A primeira referência obscura aos ripuários é atribuída a Jordanes, historiador dos godos, na sua obra Gética, de cerca de 551, que inclui os ripários entre os aliados de Flávio Aécio na batalha dos Campos Cataláunicos:
"Hi enim affuerunt auxiliares: Franci, Sarmatae, Armoriciani, Liticiani, Burgundiones, Saxones, Riparii, Olibriones…"

## Cultura
Esta confederação de tribos falava a língua ripuária, integrante dos dialetos francônios centrais (juntamente com o luxemburguês e o francônio do Mosela).
As suas mitologia e religião eram de origem germânica, com crenças politeístas que floresceram entre os francos até a conversão de Clóvis ao cristianismo, após o quê o paganismo minguou lentamente.

## História
Os ripuários provavelmente integravam o exército franco que foi derrotado pelo Imperador Maximiano (250-310) em batalha, em Tréveris. Começaram a habitar as regiões de Andernach, Reno abaixo, ao longo do século V e apoderaram-se de Colônia, onde dominaram a margem esquerda daquele rio na área conhecida como Germânia Secunda. Também avançaram sobre a Bélgica Secunda até o rio Mosela, mas não tomaram a cidade de Tréveris.
Os ripuários aparecem na história escrita na primeira metade do século VII, quando receberam as Leis Ripuárias (Lex Ripuaria) das mãos dos francos sálios.